# Erosaria miliaris
Erosaria miliaris là một loài ốc biển, là động vật thân mềm chân bụng sống ở biển trong họ Cypraeidae, họ ốc sứ.

## Phân bố
Chúng phân bố ở Ấn Độ Dương dọc theo Madagascar và Tanzania.

## Hình ảnh

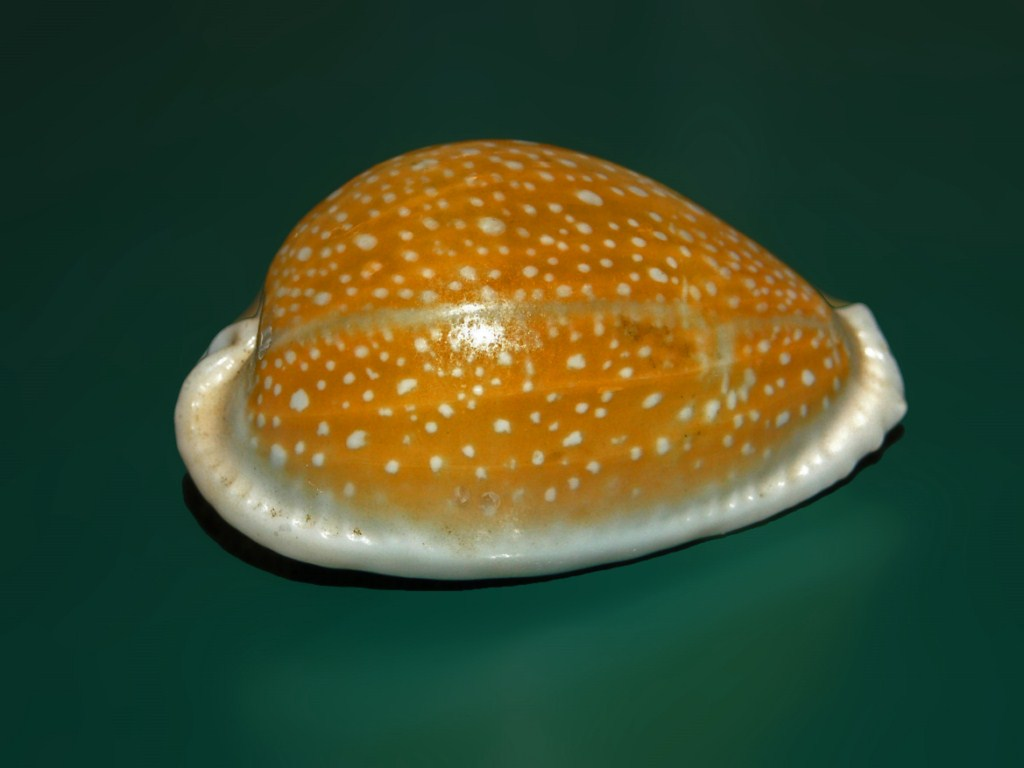
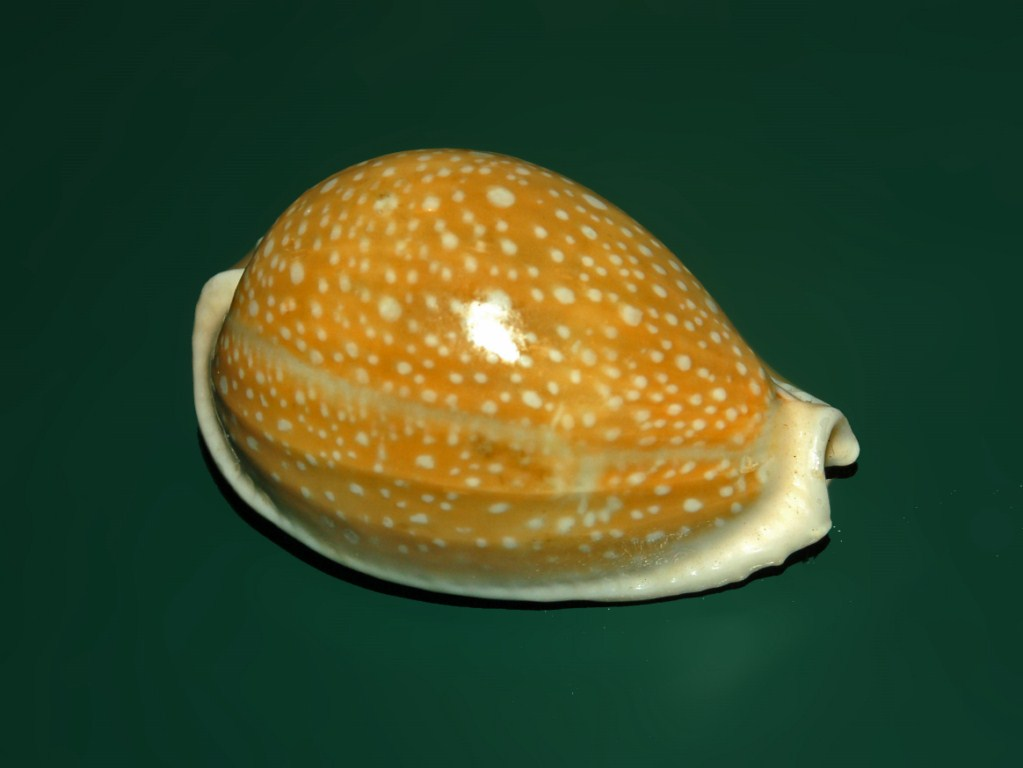